# Nati nel 1972/Marzo
| Questa pagina contiene informazioni ricavate automaticamente dalle voci biografiche con l'ausilio del template Bio e di un bot. L'aggiornamento è periodico e automatico e ricostruisce completamente la pagina. Se manca una persona in questa lista, sei pregato di non aggiungerla, ma accertati piuttosto che la sua voce biografica contenga il template Bio e che i dati anagrafici siano correttamente compilati. Se il template Bio manca, inseriscilo tu stesso o, in alternativa, metti l'avviso {{tmp\|Bio}} che ne segnala la mancanza. Se i dati riportati sono sbagliati, correggi direttamente la voce biografica; le modifiche saranno visibili in questa lista entro pochi giorni. Per chiarimenti vedi il progetto biografie. La lista contiene solo le 353 persone che sono citate nell'enciclopedia e per le quali è stato implementato correttamente il template Bio. Pagina aggiornata al 18 ago 2025. |

- 1º marzo - Luís Cavaco, ex calciatore portoghese
- 1º marzo - Felecia, ex attrice pornografica statunitense
- 1º marzo - Fabio Geda, scrittore e educatore italiano
- 1º marzo - Último Guerrero, wrestler messicano
- 1º marzo - Andraž Vehovar, ex canoista sloveno
- 1º marzo - Phonepadith Xayavong, ex calciatore laotiano
- 1º marzo - Rie Yasumi, poeta giapponese
- 2 marzo - Daniele, monaco cristiano e arcivescovo ortodosso bulgaro
- 2 marzo - Laurent Dufresne, allenatore di calcio e ex calciatore francese
- 2 marzo - Volodymyr Duma, ex ciclista su strada ucraino
- 2 marzo - Natalija Jakušenko, ex slittinista ucraina
- 2 marzo - Kim Do-keun, ex calciatore sudcoreano
- 2 marzo - Roberta Marrero, artista, attivista e cantante spagnola († 2024)
- 2 marzo - Claudio Morici, scrittore e attore italiano
- 2 marzo - Oh Kyo-moon, arciere sudcoreano
- 2 marzo - Vittorio Pinciarelli, ex calciatore italiano
- 2 marzo - Mauricio Pochettino, allenatore di calcio e ex calciatore argentino
- 2 marzo - Sérgio Manoel, ex calciatore brasiliano
- 2 marzo - Aafia Siddiqui, neuroscienziata pakistana
- 2 marzo - Allirajah Subaskaran, imprenditore e produttore cinematografico singalese
- 2 marzo - Frank Vanoli, disc jockey, produttore discografico e conduttore radiofonico italiano
- 3 marzo - Darren Anderton, ex calciatore inglese
- 3 marzo - Claudia Cerutti, ex pentatleta italiana
- 3 marzo - Christine Ishaque, ex cestista tedesca
- 3 marzo - Petr Luxa, ex tennista ceco
- 3 marzo - Michaël Milon, karateka e maestro di karate francese († 2002)
- 3 marzo - Peter O'Leary, ex arbitro di calcio neozelandese
- 3 marzo - Christian Oliver, attore e modello tedesco († 2024)
- 3 marzo - Salvo Pogliese, politico italiano
- 3 marzo - Aivars Polis, ex slittinista lettone
- 3 marzo - Martin Procházka, ex hockeista su ghiaccio ceco
- 3 marzo - Andrej Škurin, ex calciatore russo
- 3 marzo - Christian Terni, allenatore di calcio e ex calciatore italiano
- 3 marzo - Željko Topalović, ex cestista jugoslavo
- 3 marzo - Marko Tuomela, ex calciatore finlandese
- 4 marzo - Yann Bonato, ex cestista francese
- 4 marzo - Sergio Campolo, allenatore di calcio e ex calciatore italiano
- 4 marzo - Katarzyna Juszczak, ex judoka e ex lottatrice polacca
- 4 marzo - Dirk Lottner, allenatore di calcio e ex calciatore tedesco
- 4 marzo - Pae Gil-su, ex ginnasta nordcoreano
- 4 marzo - Ivy Queen, cantante, compositrice e rapper portoricana
- 4 marzo - Ted Skjellum, cantante, chitarrista e bassista norvegese
- 4 marzo - Robert Smith, ex giocatore di football americano statunitense
- 4 marzo - Buck 65, musicista e rapper canadese
- 4 marzo - Jos Verstappen, pilota automobilistico olandese
- 5 marzo - Pascual De Gregorio, ex calciatore cileno
- 5 marzo - Cristián Flores, ex calciatore cileno
- 5 marzo - Giuseppe Gandini, attore italiano
- 5 marzo - Brian Grant, ex cestista statunitense
- 5 marzo - Hernán Gumy, ex tennista argentino
- 5 marzo - Kim Yeong-man, ex cestista e allenatore di pallacanestro sudcoreano
- 5 marzo - Tetsuya Kumakawa, ballerino giapponese
- 5 marzo - Tomi Markovski, allenatore di calcio e dirigente sportivo norvegese
- 5 marzo - Peyman Mo'adi, attore iraniano
- 5 marzo - James Moran, sceneggiatore britannico
- 5 marzo - William Njoku, ex cestista e allenatore di pallacanestro ghanese
- 5 marzo - Nicole Ramalalanirina, ostacolista malgascia
- 5 marzo - Vincenzo Santangelo, politico italiano
- 5 marzo - Monika Schwingshackl, ex biatleta italiana
- 5 marzo - Mikael Tillström, allenatore di tennis e ex tennista svedese
- 5 marzo - Fabia Trabaldo, ex mezzofondista italiana
- 5 marzo - Luca Turilli, compositore, arrangiatore e produttore discografico italiano
- 6 marzo - Sebastià Alzamora i Martín, scrittore spagnolo
- 6 marzo - Yoav Bruck, ex nuotatore israeliano
- 6 marzo - Gioacchino Cascone, ex canottiere italiano
- 6 marzo - Catanha, ex calciatore brasiliano
- 6 marzo - Abdelkrim El Hadrioui, ex calciatore marocchino
- 6 marzo - Alain Gomis, regista francese
- 6 marzo - Isol, illustratrice, scrittrice e cantante argentina
- 6 marzo - Shaquille O'Neal, ex cestista, attore e rapper statunitense
- 6 marzo - Jaret Reddick, cantante e chitarrista statunitense
- 6 marzo - Peter Sendel, biatleta tedesco
- 6 marzo - Marianne Thieme, politica olandese
- 7 marzo - Kristan Bromley, ex skeletonista britannico
- 7 marzo - Tylene Buck, ex attrice pornografica e ex wrestler statunitense
- 7 marzo - Nate Campbell, pugile statunitense
- 7 marzo - Steve Colley, pilota motociclistico britannico
- 7 marzo - Vladislav Gavriliuc, ex calciatore moldavo
- 7 marzo - Xavier Giannoli, regista e sceneggiatore francese
- 7 marzo - Alessandro Greco, conduttore televisivo, conduttore radiofonico e imitatore italiano
- 7 marzo - Jang Dong-gun, attore, comico e cantante sudcoreano
- 7 marzo - Nathalie Poza, attrice spagnola
- 7 marzo - János Radoki, allenatore di calcio e ex calciatore ungherese
- 7 marzo - Samuel, cantautore italiano
- 7 marzo - Maxim Roy, attrice canadese
- 8 marzo - Ekaterina Bachvalova, ex ostacolista e velocista russa
- 8 marzo - Daniele Berretta, allenatore di calcio e ex calciatore italiano
- 8 marzo - Joe Ciccarello, allenatore di hockey su ghiaccio e ex hockeista su ghiaccio canadese
- 8 marzo - Lee Gordon Demarbre, regista canadese
- 8 marzo - Werner Franz, allenatore di sci alpino e ex sciatore alpino austriaco
- 8 marzo - Constantin Gâlcă, allenatore di calcio e ex calciatore romeno
- 8 marzo - Giōrgos Geōrgiadīs, allenatore di calcio e ex calciatore greco
- 8 marzo - Kallinikos Kreangka, tennistavolista greco
- 8 marzo - Andrej Mel'ničenko, imprenditore russo
- 8 marzo - Matt Nable, attore e ex rugbista a 13 australiano
- 8 marzo - Fergal O'Brien, giocatore di snooker irlandese
- 8 marzo - Ricardo Pierre, ex cestista bahamense
- 8 marzo - Mariarosaria Rossi, politica italiana
- 8 marzo - Sandrine Rousseau, economista e politica francese
- 8 marzo - Jakob Sveistrup, cantante danese
- 8 marzo - Emanuele Venturelli, allenatore di calcio e ex calciatore italiano
- 9 marzo - Jodey Arrington, politico statunitense
- 9 marzo - Chen Gang, ex calciatore cinese
- 9 marzo - AZ, rapper statunitense
- 9 marzo - Fabrizio Ferrari, giornalista italiano
- 9 marzo - Henrik Fig, allenatore di calcio e ex calciatore danese
- 9 marzo - Lynda Holt, ex atleta paralimpica australiana
- 9 marzo - Gianni Iorio, fisarmonicista, pianista e compositore italiano
- 9 marzo - Jean Louisa Kelly, attrice e cantante statunitense
- 9 marzo - Gordon McCauley, ex ciclista su strada neozelandese
- 9 marzo - Josh Rouse, cantautore statunitense
- 9 marzo - Kerr Smith, attore statunitense
- 9 marzo - Eugenio Soto, ex cestista portoricano
- 9 marzo - Zsolt Varga, ex pallanuotista ungherese
- 10 marzo - Ramzy Bedia, attore, sceneggiatore e regista francese
- 10 marzo - Simone Buchholz, scrittrice tedesca
- 10 marzo - Keno Davis, allenatore di pallacanestro statunitense
- 10 marzo - Nick Gates, dirigente sportivo e ex ciclista su strada australiano
- 10 marzo - Guo Linyao, ex ginnasta cinese
- 10 marzo - Matt Kenseth, pilota automobilistico statunitense
- 10 marzo - Michael Lucas, regista, attore pornografico e produttore cinematografico russo
- 10 marzo - Mat Mladin, pilota motociclistico australiano
- 10 marzo - Timbaland, produttore discografico, beatmaker e rapper statunitense
- 10 marzo - Shannon Nobis, ex sciatrice alpina statunitense
- 10 marzo - Evgenij Lazarevič Rošal, programmatore russo
- 10 marzo - Suwandi Siswoyo, ex calciatore indonesiano
- 10 marzo - Paraskeuī Tsiamita, ex triplista greca
- 10 marzo - Mark Waschke, attore tedesco
- 10 marzo - Haifa Wehbe, modella, attrice e cantante libanese
- 10 marzo - Javier Zavala, ex cestista messicano
- 11 marzo - Erkan Bektaş, attore e doppiatore turco
- 11 marzo - Mathilde Bonnefoy, montatrice francese
- 11 marzo - Benjamin Diamond, cantante francese
- 11 marzo - Karine Fauconnier, velista francese
- 11 marzo - Shigemitsu Harada, fumettista giapponese
- 11 marzo - Ua, cantante giapponese
- 11 marzo - Kazune Kawahara, fumettista giapponese
- 11 marzo - Paolo Ponzo, dirigente sportivo e calciatore italiano († 2013)
- 11 marzo - Lindsey Roberts, ex sciatrice alpina canadese
- 11 marzo - Eugenia Romanelli, scrittrice e giornalista italiana
- 12 marzo - Abdel-Hamid Bassiouny, allenatore di calcio e ex calciatore egiziano
- 12 marzo - Isabelle Ciaravola, ex ballerina francese
- 12 marzo - Alberto López de Munain, ex ciclista su strada spagnolo
- 12 marzo - Larry Murphy, attore, doppiatore e comico statunitense
- 12 marzo - Eva Němcová, ex cestista ceca
- 12 marzo - Nunzio, wrestler statunitense
- 12 marzo - Doron Sheffer, ex cestista israeliano
- 13 marzo - Leigh-Allyn Baker, attrice statunitense
- 13 marzo - Common, rapper, attore e scrittore statunitense
- 13 marzo - Trent Dilfer, ex giocatore di football americano statunitense
- 13 marzo - Aleksandr Gutorov, ex cestista e allenatore di pallacanestro russo
- 13 marzo - Yasunari Hiraoka, ex calciatore giapponese
- 13 marzo - Debora Petrina, cantautrice, pianista e compositrice italiana
- 13 marzo - Massimo Valeri, ex tennista italiano
- 14 marzo - Roman Dąbrowski, ex calciatore polacco
- 14 marzo - Jens Harzer, attore tedesco
- 14 marzo - Imanol Idiakez, allenatore di calcio e ex calciatore spagnolo
- 14 marzo - Irom Chanu Sharmila, attivista e poetessa indiana
- 14 marzo - Clover Maitland, ex hockeista su prato australiana
- 14 marzo - Stevan Pletikosić, ex tiratore a segno serbo
- 14 marzo - Rossano Rubicondi, personaggio televisivo, conduttore televisivo e attore italiano († 2021)
- 15 marzo - Elio Aggiano, ex ciclista su strada italiano
- 15 marzo - Massimo Benvegnù, critico cinematografico italiano
- 15 marzo - Davide Devenuto, attore italiano
- 15 marzo - Mark Hoppus, cantante e bassista statunitense
- 15 marzo - Ben Hunt-Davis, ex canottiere britannico
- 15 marzo - Anuar Jusoh, ex calciatore e ex giocatore di calcio a 5 malaysiano
- 15 marzo - Costantino del Liechtenstein, principe e dirigente d'azienda liechtensteinese († 2023)
- 15 marzo - Ruddy Nelhomme, allenatore di pallacanestro e ex cestista francese
- 15 marzo - Mirosław Pych, ex atleta paralimpico polacco
- 15 marzo - Barbara Schulz, attrice francese
- 15 marzo - Mike Tomlin, ex giocatore di football americano e allenatore di football americano statunitense
- 15 marzo - Valdir Bigode, allenatore di calcio e ex calciatore brasiliano
- 15 marzo - Snorre Wikstrøm, politico norvegese
- 15 marzo - Christopher Williams, ex velocista giamaicano
- 16 marzo - Filip Dewulf, ex tennista belga
- 16 marzo - Andrew Foster, ex tennista britannico
- 16 marzo - Carlo Mornati, ex canottiere italiano
- 16 marzo - Sándor Noszály, ex tennista e allenatore di tennis ungherese
- 16 marzo - Velibor Radović, ex cestista e allenatore di pallacanestro montenegrino
- 16 marzo - Luca Raimondo, fumettista italiano
- 16 marzo - Juliano Rivera, ex cestista uruguaiano
- 16 marzo - Ismaïl Sghyr, ex maratoneta e mezzofondista marocchino
- 16 marzo - Kimmo Tauriainen, calciatore finlandese († 2025)
- 17 marzo - Melissa Auf der Maur, bassista, cantante e fotografa canadese
- 17 marzo - Richard Buhagiar, ex calciatore maltese
- 17 marzo - Tommaso Casigliani, produttore discografico e musicista italiano
- 17 marzo - Francesco Galeoto, allenatore di calcio e ex calciatore italiano
- 17 marzo - Oksana Griščuk, ex danzatrice su ghiaccio sovietica
- 17 marzo - Mia Hamm, dirigente sportiva e ex calciatrice statunitense
- 17 marzo - Kemokai Kallon, ex calciatore sierraleonese
- 17 marzo - Emily Kapnek, sceneggiatrice e produttrice televisiva statunitense
- 17 marzo - Viktors Lukaševičs, ex calciatore lettone
- 17 marzo - Francesco Maino, scrittore italiano
- 17 marzo - Eran Ofek, astronomo israeliano
- 17 marzo - Sean Price, rapper statunitense († 2015)
- 17 marzo - Ivan Zammit, ex calciatore maltese
- 18 marzo - Fernando Aguiar, ex calciatore portoghese
- 18 marzo - Josip Bulat, ex calciatore croato
- 18 marzo - Aleh Butkevič, vescovo cattolico bielorusso
- 18 marzo - Dane Cook, comico e attore statunitense
- 18 marzo - Cateno De Luca, politico italiano
- 18 marzo - Aljaksandr Hukaŭ, ex nuotatore bielorusso
- 18 marzo - Rasul Khadem Azghadi, ex lottatore iraniano
- 18 marzo - Mike Krack, ingegnere e dirigente sportivo lussemburghese
- 18 marzo - Anja Möllenbeck, ex discobola tedesca
- 18 marzo - Numba Mwila, calciatore zambiano († 1993)
- 18 marzo - Reince Priebus, politico e avvocato statunitense
- 18 marzo - Mario Antonio Rodríguez, ex calciatore peruviano
- 18 marzo - Iván Valenciano, ex calciatore colombiano
- 19 marzo - Isabelle Faust, violinista tedesca
- 19 marzo - Julie Lunde Hansen, ex sciatrice alpina norvegese
- 19 marzo - Sabina Schulze, ex nuotatrice tedesca orientale
- 19 marzo - Diāna Skrastiņa, ex cestista e allenatrice di pallacanestro lettone
- 19 marzo - Helena Vildová, ex tennista cecoslovacca
- 20 marzo - Gerrod Abram, ex cestista e allenatore di pallacanestro statunitense
- 20 marzo - Emily Giffin, scrittrice statunitense
- 20 marzo - Chilly Gonzales, pianista canadese
- 20 marzo - Daniela Hunger, ex nuotatrice tedesca
- 20 marzo - Alex Kapranos, cantante e chitarrista britannico
- 20 marzo - Pedro Lamy, pilota di Formula 1 portoghese
- 20 marzo - Wilson Ogechukwu, ex calciatore nigeriano
- 20 marzo - Marco Osnato, politico italiano
- 20 marzo - Michele Piras, politico italiano
- 20 marzo - Shelly Poole, cantautrice britannica
- 20 marzo - Greg Searle, ex canottiere britannico
- 20 marzo - Egidijus Žukauskas, ex calciatore e ex giocatore di calcio a 5 lituano
- 21 marzo - Piotr Adamczyk, attore e sceneggiatore polacco
- 21 marzo - Kristen Anderson-Lopez, compositrice, paroliere e musicista statunitense
- 21 marzo - Edgar Báez, ex calciatore paraguaiano
- 21 marzo - Chris Candido, wrestler statunitense († 2005)
- 21 marzo - Cho Min-sun, ex judoka sudcoreana
- 21 marzo - Balázs Kiss, ex martellista ungherese
- 21 marzo - Finnur Kolbeinsson, ex calciatore islandese
- 21 marzo - Francesco Lollobrigida, politico italiano
- 21 marzo - Cristina Marocco, attrice e cantante italiana
- 21 marzo - Andreas Maurīs, ex calciatore cipriota
- 21 marzo - Boris Mironov, ex hockeista su ghiaccio russo
- 21 marzo - Large Professor, rapper, beatmaker e produttore discografico statunitense
- 21 marzo - Tetsu Shiratori, doppiatore, attore e regista giapponese
- 21 marzo - Ole Bjørn Sundgot, allenatore di calcio e ex calciatore norvegese
- 21 marzo - Lisa Thomaidis, ex cestista e allenatrice di pallacanestro canadese
- 21 marzo - Derartu Tulu, ex mezzofondista e maratoneta etiope
- 21 marzo - Cristian Zanzi, ex arbitro di calcio italiano
- 22 marzo - José Manuel Albares, diplomatico e politico spagnolo
- 22 marzo - Houston Alexander, artista marziale misto statunitense
- 22 marzo - Shawn Bradley, ex cestista statunitense
- 22 marzo - Fabio Conti, ex nuotatore e ex pallanuotista italiano
- 22 marzo - Jocelyn Gourvennec, allenatore di calcio e ex calciatore francese
- 22 marzo - Dax Griffin, attore statunitense
- 22 marzo - Nicky McCrimmon, ex cestista statunitense
- 22 marzo - Malcolm Page, velista australiano
- 22 marzo - Juan Carlos Ramírez, ex calciatore colombiano
- 22 marzo - Christophe Revault, calciatore francese († 2021)
- 22 marzo - Åsa Romson, politica svedese
- 22 marzo - Pernille Rosendahl, cantante danese
- 22 marzo - David Shannon, attore e cantante britannico
- 22 marzo - Elvis Stojko, ex pattinatore artistico su ghiaccio canadese
- 22 marzo - Olivér Várhelyi, diplomatico e politico ungherese
- 23 marzo - Fabio Balducci, pilota motociclistico italiano
- 23 marzo - Jonas Björkman, allenatore di tennis e ex tennista svedese
- 23 marzo - Joe Calzaghe, ex pugile britannico
- 23 marzo - Judith Godrèche, attrice e scrittrice francese
- 23 marzo - Abdeljalil Hadda, ex calciatore marocchino
- 23 marzo - Annamaria Malipiero, attrice e ex modella italiana
- 23 marzo - Guus Meeuwis, cantautore e chitarrista olandese
- 23 marzo - Evgenij Mit'kov, ex pallavolista russo
- 23 marzo - Luigi Molino, allenatore di calcio e ex calciatore italiano
- 23 marzo - Peter Møller, ex calciatore danese
- 23 marzo - Daniel Prodan, calciatore rumeno († 2016)
- 23 marzo - Georgianna Robertson, supermodella giamaicana
- 23 marzo - Nuria Roca, conduttrice televisiva e attrice televisiva spagnola
- 23 marzo - Rafael Suárez, schermidore venezuelano
- 23 marzo - Erwin Vervecken, ex ciclocrossista e ciclista su strada belga
- 24 marzo - Christophe Dugarry, ex calciatore francese
- 24 marzo - Barbara Lah, ex triplista italiana
- 24 marzo - Marko Perović, ex calciatore serbo
- 24 marzo - Ibrahim Tankary, ex calciatore nigerino
- 24 marzo - José Yates, ex calciatore cileno
- 25 marzo - Roberto Acuña, giocatore di beach soccer e ex calciatore paraguaiano
- 25 marzo - Naftali Bennett, politico israeliano
- 25 marzo - Francesca Chiara, cantautrice italiana
- 25 marzo - Sébastien Flute, arciere francese
- 25 marzo - Kami Garcia, scrittrice statunitense
- 25 marzo - Lawrence Moten, ex cestista e allenatore di pallacanestro statunitense
- 25 marzo - Phil O'Donnell, calciatore scozzese († 2007)
- 25 marzo - Alessandro Piperno, scrittore e critico letterario italiano
- 25 marzo - Chris Walker, pilota motociclistico britannico
- 25 marzo - Giniel de Villiers, pilota di rally sudafricano
- 26 marzo - Fabio Bellotti, ex calciatore italiano
- 26 marzo - Deborah Carta, ex cestista italiana
- 26 marzo - Arkadij Dvorkovič, politico e economista russo
- 26 marzo - Allan Innecken, ex giocatore di calcio a 5 costaricano
- 26 marzo - Willem Jackson, allenatore di calcio e ex calciatore sudafricano
- 26 marzo - Naoko Kijimuta, ex tennista giapponese
- 26 marzo - Leslie Mann, attrice statunitense
- 26 marzo - Pietro Rinaldi, ex pallavolista italiano
- 27 marzo - Tom Garrett, politico statunitense
- 27 marzo - Claudio Guerrini, conduttore radiofonico e conduttore televisivo italiano
- 27 marzo - Charlie Haas, wrestler statunitense
- 27 marzo - Jimmy Floyd Hasselbaink, allenatore di calcio e ex calciatore olandese
- 27 marzo - Jin Kyung, attrice sudcoreana
- 27 marzo - Lee Young-jin, ex calciatore sudcoreano
- 27 marzo - Andrej Novosadov, allenatore di calcio e ex calciatore russo
- 27 marzo - Simona Richter, ex judoka rumena
- 27 marzo - Agathe de La Fontaine, attrice francese
- 28 marzo - Pınar Ayhan, cantante turca
- 28 marzo - Rosangela Bessi, personaggio televisivo e ex modella italiana
- 28 marzo - Ol'ga Egorova, ex mezzofondista russa
- 28 marzo - Nick Frost, attore e comico britannico
- 28 marzo - Devinn Lane, ex attrice pornografica statunitense
- 28 marzo - Ledisi, cantautrice e musicista statunitense
- 28 marzo - Péter Lipcsei, ex calciatore ungherese
- 28 marzo - Dick Lukkien, allenatore di calcio olandese
- 28 marzo - Jeanette Lunde, ex sciatrice alpina e velista norvegese
- 28 marzo - Tiina Mikkola, ex biatleta finlandese
- 28 marzo - Karina Milei, politica argentina
- 28 marzo - Nathalie Santer, biatleta e fondista italiana
- 28 marzo - Michael Smith, ex cestista statunitense
- 28 marzo - Keith Tkachuk, ex hockeista su ghiaccio statunitense
- 28 marzo - Steve Walsh, arbitro di rugby a 15 neozelandese
- 29 marzo - Michel Ancel, imprenditore monegasco
- 29 marzo - Ajibade Babalade, calciatore nigeriano († 2020)
- 29 marzo - Mirko Bertolucci, hockeista su pista e allenatore di hockey su pista italiano
- 29 marzo - Hera Björk, cantante islandese
- 29 marzo - Ernest Cline, scrittore e sceneggiatore statunitense
- 29 marzo - Rui Costa, dirigente sportivo e ex calciatore portoghese
- 29 marzo - Daisy Dick, cavallerizza britannica
- 29 marzo - Irene Ferri, attrice e conduttrice televisiva italiana
- 29 marzo - Diego Gómez, ex calciatore colombiano
- 29 marzo - Dagmar Gómez, ex giocatore di calcio a 5 cubano
- 29 marzo - Sam Hazeldine, attore britannico
- 29 marzo - Cédric Lécluse, allenatore di calcio e ex calciatore francese
- 29 marzo - Priti Patel, politica britannica
- 29 marzo - Jun'ichi Suwabe, doppiatore giapponese
- 29 marzo - Milton Wynants, ex pistard e ciclista su strada uruguaiano
- 30 marzo - Carl Oskar Bøe Andersen, ex hockeista su ghiaccio norvegese
- 30 marzo - Mili Avital, attrice israeliana
- 30 marzo - José Eduardo Carrasco, ex calciatore cileno
- 30 marzo - Harlei, ex calciatore brasiliano
- 30 marzo - Olaf Lange, allenatore di pallacanestro tedesco
- 30 marzo - John Lozano, ex calciatore colombiano
- 30 marzo - Karel Poborský, dirigente sportivo e ex calciatore ceco
- 30 marzo - Loïc Serra, ingegnere francese
- 30 marzo - Emerson Thome, ex calciatore brasiliano
- 31 marzo - Alejandro Amenábar, regista, sceneggiatore e compositore cileno
- 31 marzo - Facundo Arana, attore e musicista argentino
- 31 marzo - Balota Bompindji, ex cestista della Repubblica Democratica del Congo
- 31 marzo - Karla Sofía Gascón, attrice spagnola
- 31 marzo - Luca Gentili, allenatore di calcio e ex calciatore italiano
- 31 marzo - Jeffrey Gibson, pittore e scultore statunitense
- 31 marzo - Dejan Koturović, ex cestista jugoslavo
- 31 marzo - Peggy Zlotkowski, modella francese